# Monte Carlo-Alassio 1996
La Monte Carlo-Alassio 1996, già Nizza-Alassio, quattordicesima edizione della corsa, si svolse il 1º febbraio 1996 su un percorso di 165,5 km. La vittoria fu appannaggio dell'italiano Filippo Casagrande, che completò il percorso in 4h27'12", precedendo i connazionali Gianluca Bortolami e Angelo Canzonieri.

## Ordine d'arrivo (Top 10)
| Pos. | Corridore            | Squadra               | Tempo    |
| ---- | -------------------- | --------------------- | -------- |
| 1    | Filippo Casagrande   | San Marco Group       | 4h27'12" |
| 2    | Gianluca Bortolami   | Mapei-GB              | ?        |
| 3    | Angelo Canzonieri    | Saeco-Estro           | ?        |
| 4    | Wladimir Belli       | Panaria-Vinavil       | ?        |
| 5    | Beat Zberg           | Carrera-Longoni Sport | ?        |
| 6    | Didier Rous          | Gan                   | ?        |
| 7    | Gabriele Colombo     | Gewiss-Playbus        | ?        |
| 8    | Francesco Casagrande | Saeco-Estro           | ?        |
| 9    | Rolf Sørensen        | Rabobank              | ?        |
| 10   | Rodolfo Massi        | Refin-Mobilvetta      | ?        |